# San Marinos Grand Prix 1998
San Marinos Grand Prix 1998 var det fjärde av 16 lopp ingående i formel 1-VM 1998.

## Rapport
David Coulthard i McLaren hade pole position och dominerade tävlingen medan hans stallkanrat Mika Häkkinen tvingades bryta. Michael Schumacher i Ferrari kom nästan ikapp Coulthard på slutet, men denne höll undan. Eddie Irvine, också han i Ferrari, slutade på tredje plats. Detta var Coulthards enda seger under säsongen.

## Resultat
1. David Coulthard, McLaren-Mercedes, 10 poäng
2. Michael Schumacher, Ferrari, 6
3. Eddie Irvine, Ferrari, 4
4. Jacques Villeneuve, Williams-Mecachrome, 3
5. Heinz-Harald Frentzen, Williams-Mecachrome, 2
6. Jean Alesi, Sauber-Petronas, 1
7. Ralf Schumacher, Jordan-Mugen Honda
8. Esteban Tuero, Minardi-Ford
9. Mika Salo, Arrows
10. Damon Hill, Jordan-Mugen Honda (varv 57, hydraulik)
11. Olivier Panis, Prost-Peugeot

### Förare som bröt loppet
- Ricardo Rosset, Tyrrell-Ford (varv 48, motor)
- Toranosuke Takagi, Tyrrell-Ford (40, motor)
- Jarno Trulli, Prost-Peugeot (34, gasspjäll)
- Shinji Nakano, Minardi-Ford (27, motor)
- Pedro Diniz, Arrows (18, motor)
- Mika Häkkinen, McLaren-Mercedes (17, växellåda)
- Giancarlo Fisichella, Benetton-Playlife (17, snurrade av)
- Alexander Wurz, Benetton-Playlife (17, motor)
- Johnny Herbert, Sauber-Petronas (12, punktering)
- Jan Magnussen, Stewart-Ford (8, transmission)
- Rubens Barrichello, Stewart-Ford (0, snurrade av)

## VM-ställning
| Förarmästerskapet 1. Mika Häkkinen, McLaren-Mercedes, 26 2. David Coulthard, McLaren-Mercedes, 23 3. Michael Schumacher, Ferrari, 20 | Konstruktörsmästerskapet 1. McLaren-Mercedes, 49 2. Ferrari, 31 3. Williams-Mecachrome, 13 |